# Uncharted (film)
Uncharted este un film american de acțiune și aventură din 2022, regizat de Ruben Fleischer, după un scenariu de Rafe Lee Judkins, Art Marcum și Matt Holloway. Bazat pe seria de jocuri video a lui Naughty Dog cu același nume, filmul are o distribuție de excepție pe care îi are pe Tom Holland (în rolul lui Nathan Drake), Mark Wahlberg (în rolul lui Victor Sullivan), Antonio Banderas, Sophia Ali și Tati Gabrielle. În film, Drake (Holland) îl recrutează pe Sullivan (Wahlberg) într-o cursă împotriva miliardarului corupt Santiago Moncada (Banderas) și mercenarul său angajat Braddock (Gabrielle) pentru a localiza comoara expediției Magellan.

## Acțiune
Nathan (Tom Holland) și Sam Drake (Rudy Pankow) sunt prinși de securitate pentru că au încercat să fure prima hartă făcută după expediția Magellan. Pentru că aceasta este a treia lovitură a lui Sam, orfelinatul care găzduiește ambii băieți îl da afară pe Sam și îl forțează să rămână în altă parte, departe de Nate. Nate merge în camera lor și îl surprinde pe Sam ieșind pe furiș pentru a fi singur, dar el îi promite fratelui său mai mic că se va întoarce după el. Sam îi lasă un inel care aparține strămoșului lor Sir Francis Drake, cu inscripția „Sic Parvis Magna” („Măreția de la începuturi mici”).
Cincisprezece ani mai târziu, Nathan lucrează ca barman și fura de la patroni bogați. Victor Sullivan (Mark Wahlberg), un vânător de avere care a lucrat cu Sam urmărind comorile ascunse de echipajul Magellan, îi explică lui Nathan că Sam a dispărut după ce l-a ajutat să fure jurnalul lui Juan Sebastian Elcano. Nathan, care are mai multe cărți poștale pe care Sam i le-a trimis de-a lungul anilor, acceptă să îl ajute pe Sully să-și găsească fratele. Sully și Nathan merg la o licitație pentru a fura o cruce de aur legată de echipajul Magellan. Acolo, cei doi îl întâlnesc pe Santiago Moncada, ultimul descendent al familiei Moncada (care a finanțat expediția originală), și  Braddock (Tati Gabrielle), liderul mercenarilor angajați de Moncada. Nathan este prins în ambuscadă de oamenii lui Braddock, iar lupta care a urmat îl distrage pe Sully (deghizat în însoțitor de licitație) pentru a fura crucea.
Cei doi călătoresc la Barcelona, unde se presupune că este ascunsă comoara, și se întâlnesc cu contactul lui Sully, Chloe Frazer (Sophia Ali), care are o altă cruce. Chloe îi fură prima cruce de la Nathan, dar Nathan și Sully o conving să lucreze cu ei. Între timp, Moncada se confruntă cu tatăl său, Armando, când află că averea familiei este donată; după ce Armando afirmă că fiul său nu este demn să-l moștenească, Moncada îi ordonă lui Braddock să-l omoare. Nathan, Chloe și Sully urmăresc indiciile din jurnalul lui Elcano către Santa Maria del Pi, găsind o criptă secretă în spatele altarului. Nathan și Chloe intră, găsind o trapă, dar când o deschid, cripta se inundă cu apă. Sully abia reușește să-i ajute să scape după ce a supus o ambuscadă a lui Braddock. Folosind cele două cruci pentru a debloca un pasaj secret, Nathan și Chloe găsesc o hartă care indică comoara care se află în Filipine. Chloe îl trădează pe Nathan (care fusese inițial angajat de Moncada) și ia harta.
Sully se reunește cu Nathan și spune că după ce el și Sam au recuperat jurnalul lui Elcano, ei au fost ținte în ambuscadă de Braddock; Sam a fost împușcat și Sully a scăpat de aproape. Moncada este trădat și ucis de Braddock, care pleacă într-un avion cargo pentru a găsi comoara; Nathan și Sully se ascund în avion. Nathan se confruntă cu Braddock în timp ce Sully iese cu parașuta. Nathan este lovit cu avionul cu Chloe (care încearcă să evadeze cu harta după moartea lui Moncada) și cei doi aterizează în Filipine, unde își dau seama că harta nu indică comoara. După ce a bănuit că Sam ar fi lăsat un indiciu în cărțile poștale, Nathan concluzionează locația comorii. Nesigur de loialitatea lui Chloe, Nathan își părăsește coordonatele false și se reunește cu Sully, găsind navele Magellan. Braddock îi urmează, forțându-i pe Nathan și Sully să se ascundă în timp ce echipajul ei transportă navele cu aer.
În evadarea lor, Sully preia unul dintre elicoptere, făcându-l pe Braddock să ordone celuilalt elicopter să se apropie pentru o acțiune de îmbarcare. Nathan se apără de mercenarii ei și doboară celălalt elicopter cu unul dintre tunurile navei. Braddock aruncă ancora navei în timp ce Nathan se urcă la elicopter. Sully aruncă o pungă cu comori adunate lui Braddock, care este zdrobit până la moarte când nava se sparge și cade. Pe măsură ce sosesc unitățile navale filipineze, Nathan și Sully scapă cu câteva bucăți de comori furate, în timp ce Chloe (care le-a urmat cu barca) este lăsată cu mâinile goale.

## Distribuție
- Tom Holland în rolul lui Nathan Drake, Un tânăr vânător de avere care pretinde că este un descendent al faimosului explorator englez Sir Francis Drake și interesul amoros al lui Chloe. Pentru a practica ca barman, Holland a fost învățat cum să facă schimburi de către personalul Chiltern Firehouse. Când filmările au fost oprite din cauza pandemiei de COVID-19, el a continuat să mănânce și să se antreneze pentru rol.
- Mark Wahlberg în rolul lui Victor Sullivan, Un vânător de avere experimentat care a lucrat anterior cu fratele lui Nathan, Sam.
- Antonio Banderas în rolul lui Santiago Moncada, Un vânător de comori nemilos.
- Sophia Ali în rolul lui Chloe Frazer, O colegă vânătoare de avere, asociată al lui Sully și interesă amoroasă al lui Nathan.
- Tati Gabrielle în rolul lui Braddock, O mercenară care lucrează cu Moncada împotriva lui Nathan și Sully.
- Rudy Pankow în rolul lui Samuel Drake, Fratele pierdut demult al lui Nathan.

## Muzică
Toată muzica este compusă de Ramin Djawadi.
| Nr.             | Titlu                                   | Lungime |  |
| 1.              | „Uncharted”                             | 2:06    |  |
| 2.              | „Parașuta”                              | 1:41    |  |
| 3.              | „Frații”                                | 1:58    |  |
| 4.              | „Hei, Puștiule”                         | 1:49    |  |
| 5.              | „I'm All In”                            | 1:42    |  |
| 6.              | „Întâlnirea cu Braddock”                | 2:02    |  |
| 7.              | „O Singură Regulă În Acest Joc”         | 4:31    |  |
| 8.              | „Inimă De Aur”                          | 2:15    |  |
| 9.              | „Scopuri Încrucișate”                   | 2:15    |  |
| 10.             | „Chei În Sensul Acelor de Ceasornic”    | 3:15    |  |
| 11.             | „Schelet cu Aripi de Înger”             | 3:23    |  |
| 12.             | „Dă-mi Crucea”                          | 3:13    |  |
| 13.             | „Urne Uriașe”                           | 1:33    |  |
| 14.             | „Secretul lui Sully”                    | 1:48    |  |
| 15.             | „Gata De a Face Istorie”                | 2:33    |  |
| 16.             | „Aveți Puțin Respect”                   | 1:13    |  |
| 17.             | „Casa Moncada”                          | 2:16    |  |
| 18.             | „Cărți Poștale”                         | 3:18    |  |
| 19.             | „O Lume Întreagă Pe Care Nu Ai Văzut-o” | 4:01    |  |
| 20.             | „Galeoni Zburători”                     | 2:11    |  |
| 21.             | „Ghiulea de Tun”                        | 3:41    |  |
| 22.             | „Pierdut Nu Dispărut”                   | 2:01    |  |
| 23.             | „Cea Mai Mare Comoară Niciodată Găsită” | 3:47    |  |
| Lungime totală: | Lungime totală:                         | 58:32   |  |